# Хитчин, Найджел
Найджел Хитчин (англ. Nigel Hitchin; род. 2 августа 1946 года) — английский математик, занимающийся проблемами дифференциальной геометрии, алгебраической геометрии, математической физики. Он является почетным профессором математики Оксфордский университет.

## Академическая карьера
Хитчин учился в школе Экклсборна, Даффилд, и получил степень бакалавра математики в Колледже Иисуса в Оксфорде в 1968 году. После переезда в Колледж Вольфсона он получил степень доктора философии в 1972 году. С 1971 по 1973 год он посещал Институт перспективных исследований и в 1973/74 году Курантский институт математических наук Нью-Йоркского университета. Затем он был научным сотрудником в Оксфорде и, начиная с 1979 года, преподавателем, лектором и членом колледжа Святой Екатерины. В 1990 году он стал профессором Варикского университета, а в 1994 году профессором математики в Кембриджском университете. В 1997 году он был назначен на кафедру геометрии Савилиана в Оксфордском университете, должность, которую он занимал до выхода на пенсию в 2016 году.

## Награды
Член Лондонского королевского общества (1991) и действительный член Американского математического общества (2012)
В число наград входят:
- 1981 — Премия Уайтхеда
- 2000 — Медаль Сильвестра
- 2013 — Чернский приглашенный профессор
- 2016 — Премия Шао